# Гисеньи
Гисеньи (руанда Gisenyi; ранее также Кисеньи [руанда Kisenyi, нем. Kissenji]), с 2006 года официально называется Рубаву (руанда Rubavu) — город в районе Рубаву в Западной провинции Руанды.

## История
Во времена немецкого и затем бельгийского управления поселение было известно под названием Кисеньи.
С 1962 года город Гисеньи являлся административным центром одноимённой провинции, упразднённой в результате реформы 2006 года, по итогам которой вошёл в состав новосозданной Западной провинции; а также был переименован в Рубаву, однако в иностранных источниках продолжилось активное употребление старого названия.

## География
Гисеньи — смежный с Гомой, городом, который находится по другую сторону границы, в Демократической Республике Конго. Расположен на высоте 1481 м над уровнем моря.

## Население
Население города по оценочным данным на 2009 год составляло около 106 000 человек, а по материалам переписи 2012 года насчитывало 136 830 жителей.
Динамика численности населения города по годам по данным переписей:
| 1978   | 1991   | 2012    |
| ------ | ------ | ------- |
| 12 655 | 22 156 | 136 830 |

## Экономика
Город является курортом на пресноводном озере Киву, в нём есть несколько отелей и три песчаных пляжа. Северный берег озера, на котором находятся Гисеньи и Гома, представляет собой плоскую равнину, заполненную лавой после извержений близлежащего вулкана Ньирагонго.
В городе находится пивоваренный завод.

## Образование
В Гисеньи расположен один из кампусов Кигальского независимого университета (Kigali Independent University).

## Персоналии
Список уроженцев города, о которых есть статьи в Википедии, см. тут.